# Empire Slovak Open 2013
Empire Slovak Open 2013 byl tenisový turnaj pořádaný jako součást ženského okruhu ITF organizovaného Mezinárodní tenisovou federací. Hrál se na venkovních antukových dvorcích TC EMPIRE Trnava ve dnech 5. až 12. května 2013 a to v Trnavě jako 5. ročník turnaje.
Turnaj s rozpočtem 75 000 dolarů patřil do okruhu ITF. Nejvýše nasazenou hráčkou ve dvouhře byla Jana Čepelová ze Slovenska, jež vypadla v prvním kole. Turnaj vyhrála nenasazená Barbora Záhlavová-Strýcová.

## Ženská dvouhra

### Nasazení
| Stát                           | Hráčka                       | WTA1) | Nasazení |
| ------------------------------ | ---------------------------- | ----- | -------- |
| Slovensko                      | Jana Čepelová                | 83.   | 1.       |
| Itálie                         | Karin Knappová               | 90.   | 2.       |
| Srbsko                         | Vesna Doloncová              | 100.  | 3.       |
| Maďarsko                       | Melinda Czinková             | 103.  | 4.       |
| Česko                          | Kristýna Plíšková            | 105.  | 5.       |
| USA                            | Alexa Glatchová              | 116.  | 6.       |
| Francie                        | Stéphanie Foretzová Gaconová | 120.  | 7.       |
| Řecko                          | Eleni Daniilidou             | 124.  | 8.       |
| Žebříček WTA k 29. dubnu 2013. |                              |       |          |

### Další formy účasti
Hráčky, které obdržely divokou kartu do hlavní soutěže:
- Dalma Galfiová
- Kateřina Siniaková
- Natália Vajdová
- Petra Uberalová
  -  Ajla Tomljanovićová - zvláštní výjimka

Hráčky, které si zajistily účast v hlavní soutěži z kvalifikace:
- Katarzyna Kawaová
- Kristína Kučová
- Petra Krejsová
- Renata Voráčová
  -  Vivien Juhászová – jako šťastná poražená

## Ženská čtyřhra

### Nasazení
| Stát                                                                       | Hráčka          | Stát                | Hráčka                       | WTA1) | Nasazení |
| -------------------------------------------------------------------------- | --------------- | ------------------- | ---------------------------- | ----- | -------- |
| Česko                                                                      | Renata Voráčová | Bosna a Hercegovina | Mervana Jugićová-Salkićová   | 148.  | 1.       |
| Česko                                                                      | Eva Birnerová   | Česko               | Kristýna Plíšková            | 194.  | 2.       |
| Srbsko                                                                     | Vesna Doloncová | Francie             | Stéphanie Foretzová Gaconová | 194.  | 3.       |
| Rumunsko                                                                   | Elena Bogdanová | USA                 | Jill Craybasová              | 202.  | 4.       |
| Žebříček WTA k 29. dubnu 2013; číslo je součtem umístění obou členek páru. |                 |                     |                              |       |          |

### Jiné formy účasti
Následující páry obdržely divokou kartu do hlavní soutěže:
- Natália Vajdová /  Natália Vajdová
- Dalma Galfiová /  Barbora Kötelesová
- Michaela Hončová /  Lenka Juríková

## Přehled finále

### Ženská dvouhra
- Barbora Záhlavová-Strýcová vs.  Karin Knappová, 6–2, 6–4

### Ženská čtyřhra
- Renata Voráčová /  Mervana Jugićová-Salkićová vs.  Jana Čepelová /  Anna Karolína Schmiedlová, 6–1, 6–1